# Michl Ebner

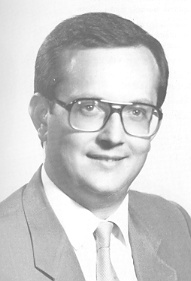
Michl Ebner (1992)

Michl Ebner (* 20. September 1952 als Michael Ebner in Bozen, Südtirol) ist ein Südtiroler Unternehmer, Verleger und Politiker der Südtiroler Volkspartei.

## Herkunft und Ausbildung
Michl Ebner ist als Sohn des Politikers und Journalisten Toni Ebner in Bozen geboren und aufgewachsen. Seine Mutter Martha Flies ist eine Nichte des Priesters und Journalisten Michael Gamper. Sein Bruder Toni Ebner ist Journalist.
Ebner studierte an den Universitäten Innsbruck, Padua und Bologna Rechtswissenschaften und schloss sein Studium mit der Sponsion ab. Er wurde Mitglied der KStV Rhenania Innsbruck im ÖKV.

## Politische Laufbahn
Ebner trat 1973 in die Junge Generation (JG) der Südtiroler Volkspartei ein. Im selben Jahr wurde er Mitglied des SVP-Ortsausschusses Bozen-Zentrum. 1980 wurde er JG-Referent in Bozen. Von 1979 bis 1996 steht er als Obmann dem SVP-Ortsausschuss Bozen-Zentrum vor.
1979 war er erster Nichtgewählter bei den vorgezogenen Parlamentswahlen und rückte an Stelle des kurz zuvor verstorbenen Parlamentariers Hugo Gamper in die italienische Abgeordnetenkammer nach. 1983, 1987 und 1992 wurde Ebner wieder ins italienische Parlament gewählt.
Bei der Europawahl 1994 errang Ebner 106.693 Vorzugsstimmen und zog für die SVP in das Europäische Parlament ein. Als Südtiroler Europaparlamentarier wurde Ebner 1999 und 2004 bestätigt. Ebner war in Brüssel Mitglied der EVP–ED–Fraktion. 1995 wurde er Präsident der Delegation des EU-Parlamentes für den Beitrittskandidaten Slowenien. In seiner Amtszeit war er u. a. Mitglied im Landwirtschaftsausschuss, im Institutionellen Ausschuss und im Ausschuss für Wirtschaft, Währung und Industrie. Zur Europawahl 2009 trat Ebner nicht mehr an.

## Südtiroler Schützenbund
Michl Ebner war langjähriger Bundesmajor des Südtiroler Schützenbundes.

## Athesia und Handelskammer
Die Familie Ebner besitzt die relative Mehrheit am Verlagshaus Athesia. Michl Ebner ist Präsident des Verwaltungsrates und Geschäftsführer der Athesia. Sein Bruder Toni war von 1995 bis 2025 Chefredakteur der Dolomiten.
2008 wurde Ebner zum Präsidenten der Handels-, Industrie-, Handwerks- und Landwirtschaftskammer (kurz Handelskammer) Bozen gewählt, was aufgrund von Interessenskonflikten im Vorfeld der Wahl auf Kritik der Grünen gestoßen war. In geheimer Abstimmung wählten die Vertreter der Wirtschaftsverbände in der Handelskammer 2008 Ebner mit 35 von 44 Stimmen, bei der Wiederwahl im Sommer 2013 stimmten gar 39 von 44 Kammerräten für ihn. Kritik wurde wiederholt auch an den hohen Bezügen bzw. ihrer mangelnden Offenlegung geäußert, was schließlich zur Anmahnung seitens der zuständigen Behörde führte. 2018 wurde er ein drittes Mal im Amt bestätigt.

## Öffentliche Kritik
Ebners Selbstverständnis als Politiker, Wirtschaftsexponent und Medieninhaber, der diese Sphären nach Belieben vermische, wurde immer wieder zum Gegenstand öffentlicher Kritik. Parteiintern hat ihn etwa der langjährige Vorsitzende der Arbeitnehmerbewegung in der SVP, Hubert Frasnelli, als „Provinzfürst 0“ bezeichnet, der seine Machtkonzentration immer wieder zu eigenen Gunsten missbraucht habe. Auch behauptete Frasnelli, Ebner habe 1992/93 die Gründung eines Freundeskreises von SVP und SPD mit Hilfe einer Pressekampagne der von der Athesia herausgegebenen Tageszeitung Dolomiten erfolgreich verhindert.

## Ehrungen und Auszeichnungen
- 1996: Großes Goldenes Ehrenzeichen mit dem Stern für Verdienste um die Republik Österreich[8]
- 2012: Aufnahme in die Bruderschaft von Santa Maria dell’Anima („Animabruderschaft“)
- 2012: Ehrenzeichen des Landes Tirol
- 2017: Italienischer Arbeitsverdienstorden

## Schriften (Auswahl)
Ebner hat mehrere Bücher im eigenen Verlagshaus Athesia veröffentlicht:
- Der Berg als Lebensraum. ISBN 88-8266-150-4
- Weil das Land sich ändern muss ...: Denkanstöße. ISBN 978-88-8266-140-3
- Nachhaltige Jagd. ISBN 978-8882663759
- (Hrsg.) Südtirol 2009: Gedanken über Gegenwart und Zukunft. ISBN 978-8882662790